# Ga Sen Hồ
Ga Sen Hồ là một nhà ga xe lửa tại phường Nếnh, tỉnh Bắc Ninh. Nhà ga là một điểm của đường sắt Hà Nội - Đồng Đăng và nối với ga Thị Cầu với ga Bắc Giang.